# Дмитриев, Алексей Александрович (учёный)
Алексе́й Алекса́ндрович Дми́триев (род. 18 ноября 1985, Москва) — российский учёный, кандидат биологических наук, лауреат Премии президента РФ в области науки и инноваций для молодых учёных. Автор открытия по расшифровке новых механизмов, лежащих в основе возникновения и развития специфического метаболизма злокачественных эпителиальных опухолей (совместно с Анной Кудрявцевой).

## Биография
Алексей Дмитриев родился 18 ноября 1985 года в Москве. В 2013 году защитил диссертацию на тему «Анализ генетических и эпигенетических нарушений хромосомы 3 человека при раке легкого, шейки матки и яичников». В 2016 году стал лауреатом Премии правительства Москвы для молодых учёных в номинации «Медицинские науки» за разработку программного обеспечения, позволяющего изучать возникновение и развитие онкозаболеваний (вместе с Анной Кудрявцевой и Георгием Красновым). Размер премии составил миллион рублей.
В 2017 году Дмитриев стал лауреатом Премии президента РФ в области науки и инноваций для молодых учёных. Совместно с Анной Кудрявцевой он провел исследование, которое позволило расшифровать новые механизмы, лежащие в основе возникновения и развития специфического метаболизма злокачественных эпителиальных опухолей. В процессе работы было выявлено более 30 генов, вовлеченных в развитие ряда раковых заболеваний. В ходе проекта Дмитриев отвечал за аналитическую часть, в то время как Кудрявцева проводила экспериментальные исследования. Результат их научного труда оценивается в качестве важного этапа в борьбе с онкологическими заболеваниями и уже применяется в 15 странах мира.
Дмитриев является старшим научным сотрудником ФГБУН «Институт молекулярной биологии им. В. А. Энгельгардта РАН», где руководит группой механизмов регуляции экспрессии онко-ассоциированных генов. Также возглавляет проект по гранту Российского научного фонда и сотрудничает с Московским научно-исследовательским онкологическим институтом имени П. А. Герцена.